# Aegon
AEGON (Euronext : AGN, NYSE : AEG) est une société d'assurance néerlandaise. Présente notamment aux Pays-Bas, aux États-Unis et au Royaume-Uni, elle emploie 23 000 personnes et revendique près de 30 millions de clients dans une vingtaine de pays (2021).
Elle est par ailleurs l'un des principaux actionnaires du groupe ING (6,3 %).

## Histoire
Aegon est formée en 1983 par la fusion de deux sociétés d'assurance néerlandaises, AGO Holding et Ennia. Les deux sociétés étaient elles-mêmes le résultat de diverses fusions et le nom Aegon reprend les initiales de cinq des entreprises qui leur avaient donné forme: l'Algemeene Friesche,
la Eerste Nederlandsche, la Groot-Noordhollandsche, Olveh and Nillmij.
En 1985, l'entreprise devient cotée au NASDAQ.
Au début des années 1990, l'entreprise cherche à s'étendre en Europe. En 1992, elle acquiert ainsi 75% de l'assureur hongrois Állami Biztosító qui devient par la suite AB-Aegon. En 1994, Aegon acquiert une participation de 40 % dans Scottish Equitable avant de monter à 100 % dans cette dernière en 1998.
En 1999, Aegon acquiert les activités assurantielles de Guardian Royal Exchange, l'un des plus anciens acteurs britanniques. Les activités sont renommées Aegon UK en 2001. 
La même année, Aegon acquiert également Transamerica Corporation pour un montant de 9,7 milliards de dollars. Cette acquisition fait d'Aegon le 3e acteur du marché américain de l'assurance-vie.
En 2002, l'entreprise néerlandaise entre sur le marché français en prenant 20% du capital de la Mondiale Participations, une part qu'elle porte à 35% en 2004. Touché par la crise financière aux Etats-Unis, Aegon se désengage en 2014, quittant ainsi le marché français.  
En novembre 2020, Aegon annonce la vente de ses activités en Hongrie, Pologne, Roumanie et Turquie à Vienna Insurance Group pour 830 millions d'euros.

## Actionnariat
Au 20 avril 2019.
| Vereniging Aegon                  | 13,3% |
| Dodge & Cox                       | 6,29% |
| Aegon Nv                          | 4,80% |
| Templeton Global Advisors         | 2,58% |
| Fidelity Management & Research    | 2,36% |
| The Vanguard Group                | 2,24% |
| BlackRock Fund Advisors           | 1,58% |
| Norges Bank Investment Management | 1,46% |
| Amundi Asset Management           | 0,92% |
| BlackRock Advisors                | 0,84% |